# Pentyn
Pentyn är en alkyn, ett omättat kolväte med fem kolatomer.